# Biskupice-Pulkov
Biskupice-Pulkov jsou obec v okrese Třebíč v Kraji Vysočina, skládající se z částí Biskupice a Pulkov. Obec leží jihovýchodně od města Třebíče na hranicích s okresem Znojmo v přírodním parku Rokytná při stejnojmenné řece Rokytné. Obec patří do správního obvodu obce s rozšířenou působností Třebíč. Žije zde 254 obyvatel.
Sousedními obcemi sídla jsou Rozkoš, Slatina, Újezd, Radkovice u Hrotovic a Litovany.

## Geografie
Biskupicemi-Pulkovem prochází ze severu na jih silnice z Radkovic u Hrotovic do silnice II/400, ta ostatně tvoří část jižní hranice území obce, západně z Biskupic vychází silnice do Pulkova. Severovýchodně z Biskupic vede užitková silnice směrem do Dětského tábora Biskupice. Podél jižní hranice území obce vede v údolí řeky Rokytné žlutá turistická stezka, ta prochází i Biskupicemi a následně vede k Újezdskému mlýnu. Z Biskupic severně vede zelená turistická stezka.
Severní a jižní část území obce je zemědělsky využívaná, zalesněné jsou primárně části, které se nachází v Přírodním parku Rokytná a v údolí Rokytné. 
Část západní a jižní hranice území obce tvoří řeka Rokytná, ta posléze meandruje směrem k Biskupicím a pak tvoří i část východní hranice území obce. Zbytek východní části území je tvořen Mazným potokem, do kterého se na hranici obce vlévá Litovanský potok a Mazný potok se u hranice obce vlévá do řeky Rokytné. Severně od území obce pramení Račí potok, ten pak teče jižně přes území obce přes nepojmenovaný rybník, kde se do Račího potoka vlévá Jalovčí potok a posléze i potok Chmelenec, Račí potok pak v Biskupicích ústí do Rokytné. Chmelenec pramení severně od Biskupic. Západní část území je odvodňována několika nepojmenovanými potoky vlévajícími se do Rokytné. 
Severní část obce je náhorní plošinou, jižní část území obce je tvořena údolím řeky Rokytné, údolí je hluboké cca 30-40 metrů, východní okraj je tvořen hlubokým údolím Mazného potoka. Samotné Biskupice také leží na svazích údolí Rokytné. Jižně od obce se nachází Masarykův kopec (425 m).
V údolí v jižní části území obce se nachází Biskupice, západně od Biskupic se nachází místní část Pulkov. Na východním okraji území obce se nachází Dětský tábor Biskupice, těsně za východní hranicí území obce se nachází Újezdský mlýn. Pod Pulkovem se v údolí Rokytné nachází Pulkovský mlýn a výše na toku Rokytné i hradiště Pulkov.
Velká část území je součástí Přírodního parku Rokytná.

## Historie

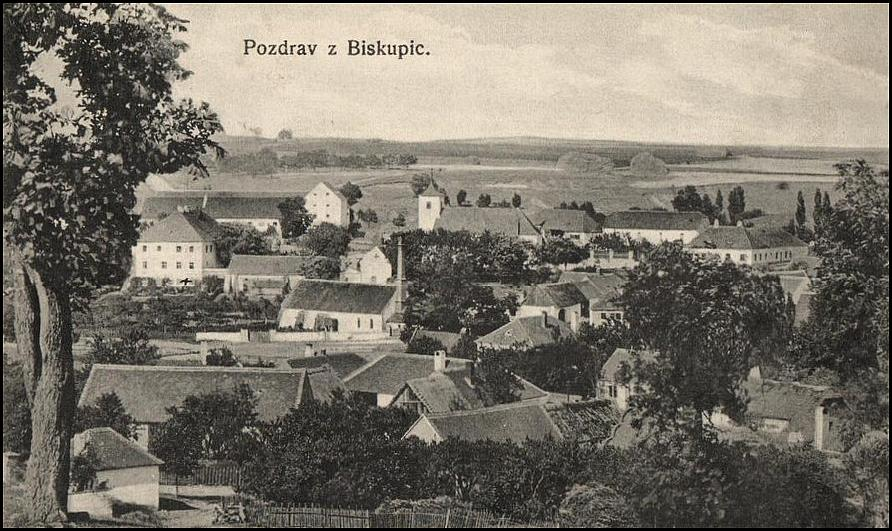
Pohled na Biskupice v roce 1916

První archeologické nálezy byly v Biskupicích učiněny již koncem 19. století a staly se součástí sbírek Karla Jaroslava Mašky a Jaroslava Palliardiho. K paleolitickým nálezům náleží několik nástrojů (úštěpy). Nalezeny byly též střepy kultury s lineární keramikou. Mezi nálezy jsou též nálezy ze starší doby bronzové a železné.
Název obce pochází od majitele, biskupa. Roku 1131 byly statkem znojemského kostela, pak lénem olomouckých biskupů, kteří je udělovali pánům do držení. V letech 1318–1326 se připomíná biskupský vazal Heřman. V roce 1351 byla majitelkou vesnice Markéta z Biskupic, roku 1364 Domslav z Biskupic, roku 1371 Markvart a roku 1399 Anna z Biskupic. V roce 1435 byl majitelem vesnice Hanuš z Biskupic. V roce 1463 byl majitelem vesnice Jan z Bačkovic a Police, roku 1494 pak Hynek z Bačkovic. Kolem 14. století byl postaven kostel svatého Martina.
Roku 1563 byly pak Biskupice v majetku Viléma Kuny z Kunštátu, ten zemřel bezdětný a tak byla vesnice přidělena Mikulášovi Waltrovi. Dne 20. ledna 1570 povýšil císař Maxmilián II. na žádost Mikuláše Waltra z Waltersperka ves Biskupice na městečko. Léno bylo roku 1623 konfiskováno Zikmundu Volfovi Jankovskému z Vlašimi. Po něm pak získal vesnici Šimon Kratzer ze Schönspurku, kardinál z Ditrichštejna však roku 1624 rozhodl, že vesnici předá Tobiáši Snessweinovi. Po jeho smrti se jeho manželka znovu vdala za Mikuláše Schrama, ten brzy zemřel a majetky už kolem roku 1630 získal Jan Widmer. V roce 1639 pak získali ves jeho potomci Ferdinand Widmer, Jan Widmer, Jiří Widmer, Uršula Widmerová, Kateřina Widmerová a Magdalena Widmerová. V 16. století byla v Biskupicích zřízena škola, ale již roku 1657 již byla školní budova zbořená a ve vsi nebyl učitel.
V roce 1658 pak Biskupice opět připadly do majetku biskupa Leopolda Viléma. V roce 1668 pak získal vesnici Karel Steindl z Plessenöd a v roce 1671 Tullius Miglio. Posléze získal vesnici Zdeněk Bohuslav Dubský, po něm pak jeho potomci. Ti prodali Biskupice až roku 1761 Adamovi Ignatovi Berchtoldovi a ten pak roku 1777 prodal vesnici Františkovi Pillersdorfovi. V roce 1750 byl založen jako nejnovější vesnice v myslibořickém panství Pulkov, nedaleko od vesnice stával od roku 1571 Pulkovský (Polkovský) mlýn, dle něj byla pojmenována vesnice Pulkov. V roce 1794 byla zničena původní školní budova a postavena nová. Od roku 1829 patřil statek Daunům. V roce 1889 byl rekonstruován kostel. Posledním majitelem byl od roku 1904 Karel hrabě Haugvic a po něm Bohumír Rosenbaum, jemuž byl statek roku 1948 zkonfiskován. 
V letech 1910–1950 působily v Biskupicích sestry rafaelky, které tu zřídily sirotčinec. V roce 1973 MNV schválil demolici zámku. V roce 2019 byly uzavřeny hospoda i obchod v obci.
V letech 2006–2010 působila jako starostka Jana Klemová, od roku 2010 do poloviny roku 2015 tuto funkci zastával Radek Maštalíř.
Do roku 1849 patřily Biskupice do biskupického panství, od roku 1850 patřily do okresu Moravský Krumlov, mezi lety 1942 a 1945 do okresu Moravské Budějovice a tam také mezi lety 1945 a 1960, pak od roku 1960 do okresu Třebíč. Od roku 1965 jsou Biskupice součástí obce Biskupice-Pulkov, Pulkov byl mezi lety 1850 a 1874 začleněn pod obec Radkovice, součástí obce Biskupice-Pulkov je také od roku 1965. Pulkov do roku 1849 byl součástí myslibořického panství.

### Obecní kroniky
Obecní kronika je psána retrospektivně od roku 1914. Kroniku psali 1914–15 Josef Maštera, 1915–43 Rudolf Staněk, 1944 Stanislav Sedlák, 1945 Rudolf Staněk, 1946–48 Stanislav Sedlák, 1949–53 J. Kratochvíl, 1953–63 kronika nepsána, 1963–69 František Kratochvíl, 1970–71 Marie Černá.

## Obyvatelstvo
| Rok            | 1869 | 1880 | 1890 | 1900 | 1910 | 1921 | 1930 | 1950 | 1961 | 1970 | 1980 | 1991 | 2001 | 2011 | 2021 |
| -------------- | ---- | ---- | ---- | ---- | ---- | ---- | ---- | ---- | ---- | ---- | ---- | ---- | ---- | ---- | ---- |
| Počet obyvatel | 710  | 761  | 728  | 762  | 755  | 759  | 789  | 661  | 598  | 495  | 392  | 348  | 309  | 309  | 260  |
| Počet domů     | 129  | 139  | 132  | 139  | 139  | 144  | 167  | 182  | 161  | 153  | 136  | 171  | 178  | 178  | 185  |

### Znak a vlajka
Právo užívat znak a vlajku bylo obci uděleno rozhodnutím Poslanecké sněmovny Parlamentu České republiky dne 15. dubna 2010. V červeném štítě znaku se nachází stříbrná kvádrovaná hradba se sedmi stínkami, s prolomenou branou a po každé straně s černým oknem. Z hradby vynikají dvě stříbrné věže s cimbuřím se třemi stínkami a se třemi (2, 1) černými okny, s modrou stanovou střechou se zlatou makovicí. Mezi věžemi modrý štítek s červenou sníženou krokví provázenou třemi (2, 1) zlatými růžemi, v ní dva proti sobě vyskakující stříbrní lvi, v bráně levá polovina zlatého palečného kola. Vlajku tvoří modrý list s červenou krokví širokou čtvrtinu šířky listu, vycházející z dolního rohu a cípu listu s vrcholem na horním okraji listu a provázenou třemi (2, 1) žlutými růžemi. V krokvi dva proti sobě vyskakující bílí lvi. Poměr šířky k délce listu je 2:3.

## Politika

### Volby do Poslanecké sněmovny
|       | 2006                | 2010                | 2013                | 2017                | 2021                  |
| ----- | ------------------- | ------------------- | ------------------- | ------------------- | --------------------- |
| 1.    | ČSSD (35,03 %)      | ČSSD (30,55 %)      | ČSSD (34,21 %)      | ANO (40,67 %)       | ANO (48,24 %)         |
| 2.    | KSČM (23,56 %)      | KSČM (18,51 %)      | KSČM (27,19 %)      | KDU-ČSL (11,86 %)   | Piráti+STAN (14,03 %) |
| 3.    | KDU-ČSL (18,47 %)   | VV (12,03 %)        | ANO 2011 (12,28 %)  | KSČM (11,01 %)      | SPOLU (12,28 %)       |
| účast | 65,42 % (157 z 240) | 46,38 % (109 z 235) | 48,13 % (116 z 241) | 53,15 % (118 z 222) | 50,67 % (114 z 225)   |

### Volby do krajského zastupitelstva
|      | 1.                 | 2.                      | 3.                         | účast              |
| ---- | ------------------ | ----------------------- | -------------------------- | ------------------ |
| 2000 | 4KOALICE (45,9 %)  | KSČM (26,22 %)          | SNK (13,11 %)              | 26,77 % (68 z 254) |
| 2004 | KDU-ČSL (33,33 %)  | ODS (24,44 %)           | KSČM (20 %)                | 19,09 % (46 z 241) |
| 2008 | ČSSD (39,5 %)      | KSČM (25,92 %)          | KDU-ČSL (18,51 %)          | 35,65 % (82 z 230) |
| 2012 | ČSSD (40,38 %)     | KSČM (26,92 %)          | SPOZ (9,61 %)              | 25,53 % (60 z 235) |
| 2016 | ANO 2011 (43,24 %) | ČSSD (13,51 %)          | KSČM (13,51 %)             | 16,38 % (38 z 232) |
| 2020 | ANO (26,31 %)      | Piráti (15,78 %)        | Pro TOP Vysočinu (12,28 %) | 25,78 % (58 z 225) |
| 2024 | ANO (55,1 %)       | ODS+TOP 09+STO (10,2 %) | Piráti (8,16 %)            | 23,22 % (49 z 211) |

### Prezidentské volby
V prvním kole prezidentských voleb v roce 2013 první místo obsadil Miloš Zeman (67 hlasů), druhé místo obsadil Jiří Dienstbier (28 hlasů) a třetí místo obsadil Jan Fischer (18 hlasů). Volební účast byla 57,58 %, tj. 133 ze 231 oprávněných voličů. V druhém kole prezidentských voleb v roce 2013 první místo obsadil Miloš Zeman (118 hlasů) a druhé místo obsadil Karel Schwarzenberg (21 hlasů). Volební účast byla 61,14 %, tj. 140 ze 229 oprávněných voličů.
V prvním kole prezidentských voleb v roce 2018 první místo obsadil Miloš Zeman (63 hlasů), druhé místo obsadil Jiří Drahoš (34 hlasů) a třetí místo obsadil Pavel Fischer (6 hlasů). Volební účast byla 51,12 %, tj. 114 ze 223 oprávněných voličů. Ve druhém kole prezidentských voleb v roce 2018 první místo obsadil Miloš Zeman (90 hlasů) a druhé místo obsadil Jiří Drahoš (43 hlasů). Volební účast byla 60,18 %, tj. 133 ze 221 oprávněných voličů.
V prvním kole prezidentských voleb v roce 2023 první místo obsadil Andrej Babiš (69 hlasů), druhé místo obsadil Petr Pavel (32 hlasů) a třetí místo obsadila Danuše Nerudová (26 hlasů). Volební účast byla 61,93 %, tj. 135 ze 218 oprávněných voličů. V druhém kole prezidentských voleb v roce 2023 první místo obsadil Petr Pavel (65 hlasů) a druhé místo obsadil Andrej Babiš (60 hlasů). Volební účast byla 57,08 %, tj. 125 ze 219 oprávněných voličů.

## Pamětihodnosti a zajímavosti
- Kostel sv. Martina ze 14. století, který dal vystavět olomoucký biskup Jan Volek. Původně byl postaven jako gotický, později přebudován do slohu pozdně renesančního a také barokního. Velká rekonstrukce proběhla v roce 1834, z té doby pochází i letopočet v lodi chrámu. V interiéru kostela jsou obrazy od Josefa Winterhaldera mladšího a dřevořezba Krista na kříži z třetí čtvrtiny 18. stol.[30] Do farnosti patří moderní kaple sv. Pia X., postavená v roce 1969 v Litovanech. V kostele se nachází chráněné území s prokázaným pobytem netopýra, navrženo je začlenění lokality „Biskupice – kostel“ mezi přírodní památky. V současné době je lokalita chráněna jako evropsky významná lokalita „Biskupice – kostel“.[31]
- Evropsky významná lokalita „Biskupice – škola“, chráněn netopýr velký.[31]
- Kaplička sv. Jana Nepomuckého na rozcestí k Pulkovu, zvaná Jáneček.
- Socha Sv. Jana Nepomuckého u mostu přes Rokytnou
- Empírový náhrobek z 19. století na hřbitově
- Pomník ve tvaru piniové šišky, jenž označuje zemřelé na choleru
- Hradiště – zaniklá tvrz na SV obce (v současnosti pouze valy a příkop na západní straně kopce), zvaná Hradisko, od roku 1613 je hrádek či hradisko uváděno jako pusté.
- Historizující budova školy
- Pomník padlým
- V obci stával zámek, vybudován byl po bitvě na Bílé hoře jako renesanční. Po roce 1904 byl přestavěn do novogotického slohu a po druhé světové válce začal sloužit jako objekt sociální péče. Později chátral a v sedmdesátých letech 20. století byl zbořen a na jeho místě byla postavena moderní zástavba.
- Biskupické safari, místo, kde Františka Blechová vystavila 80 soch z betonu, jsou kryty syntetickými barvami.[32]

V údolí Rokytné je dětský tábor YMCA.

## Rodáci a osobnosti
- Františka Blechová (1911–2001), sochařka a malířka
- P. Emanuel Kubíček, SJ (1873–1933), jezuita, historik, pedagog, ředitel Papežského ústavu, rektor jezuitské koleje na Velehradě
- Jindřich Kubíček (1886–1963), pedagog
- Josefa Blažena Vorlová (1874–1957), zakladatelka sirotčince
- Václav Kosmák (1843–1898), kněz, spisovatel, byl tu kaplanem
- Jana Lorencová (1940–2023), politička, bývalá redaktorka a moderátorka České televize[30]